# Vladimír Votápek
Vladimír Votápek (* 31. ledna 1960 Český Krumlov) je český inženýr, analytik mezinárodních vztahů a politik, v 80. letech 20. století člen Komunistické strany Československa, od roku 2022 člen České pirátské strany. 

## Život
Narodil se v roce 1960 v Českém Krumlově. Jeho otec byl agentem Státní bezpečnosti, matka aktivní členkou Komunistické strany Československa (KSČ). Vyučil se elektromechanikem na odborném učilišti v Praze, poté tamtéž vystudoval Fakultu elektrotechnickou Českého vysokého učení technického. Pak působil jako výzkumný pracovník v podniku Tesla Holešovice, během tohoto zaměstnání absolvoval základní vojenskou službu. Jako výzkumný pracovník pracoval také na své alma mater, kde kromě technických předmětů vyučoval také tzv. vědecký komunismus, ačkoliv pro takovou výuku neměl formální vzdělání. V letech 1988 až 1989 studoval politické vědy na Lomonosovově univerzitě v Moskvě, dále pak studoval na Filozofické fakultě Univerzity Karlovy, Univerzitě v Oslu a na Nizozemském ústavu mezinárodních vztahů Clingendael.
Během 90. let 20. století působil na Ministerstvu zahraničních věcí (MZV) a jako generální konzul v Petrohradu, v roce 1999 nebo 2000 mu však byla odebrána bezpečnostní prověrka, a Votápek poté přestal na MZV ČR pracovat. Dle jeho slov mu byla prověrka odebrána proto, že se jako vedoucí diplomat snažil zabránit prominutí ruského dluhu. Později v letech 2003 až 2006 pracoval jako výkonný ředitel České společnosti pro jakost, dále jako poradce pro řízení rizik a ředitel The Prague East Institute. Podle vlastních slov mu měla být prověrka v roce 2010 navrácena. Ekonomický deník nicméně uvedl, že žádný soudní verdikt, který by Votápkovi prověrku vrátil, nikdy nepadl.
Votápek je také politickým komentátorem a analytikem mezinárodních vztahů, zejména v oblasti středoevropské a východoevropské politiky. Je autorem titulu Kavkazská tragédie.

### Politické působení
V lednu 2022 se stal členem České pirátské strany. V roce 2025 byl zvolen lídrem Pirátů do voleb do Poslanecké sněmovny PČR v roce 2025 v Karlovarském kraji. Část členů Pirátů se však proti jeho nominaci ohradila s odkazem na jeho členství v KSČ, a to až do roku 1992. Podle některých zdrojů byl po roce 1990 také členem Komunistické strany Čech a Moravy (KSČM). Za své členství v komunistické straně se omluvil a podle jeho vyjádření to odčinil službou pro demokracii. Hlasování o odvolání Votápka z pozice lídra kandidátní listiny však nebylo úspěšné; většina hlasujících se pro jeho odvolání nevyslovila.
Podle vyjádření Jiřího Dolejše byl Votápek po roce 1989 opakovaně účasten jednání Ústředního výboru KSČ i Ústředního výboru KSČM, kde prosazoval reformní myšlenky.